# Zlechov
Zlechov (en allemand : Zlechau) est une commune du district d'Uherské Hradiště, dans la région de Zlín, en République tchèque. Sa population s'élevait à 1 644 habitants en 2020.

## Géographie
Zlechov se trouve à 9 km à l'ouest-nord-ouest d'Uherské Hradiště, à 27 km au sud-ouest de Zlín, à 58 km à l'est-sud-est de Brno et à 240 km au sud-est de Prague.
La commune est limitée par Tupesy au nord, par Velehrad au nord-est, par Staré Město à l'est, par Kostelany nad Moravou au sud, par Boršice au sud-ouest et par Buchlovice à l'ouest.

## Histoire
La première mention écrite du village date de 1207.